# Zimní paralympijské hry 2002
Zimní paralympijské hry 2002, oficiálně VIII. zimní paralympijské hry (anglicky 2002 Winter Paralympics), se konaly v americkém Salt Lake City. Slavnostní zahájení proběhlo 7. března 2002, ukončení se pak uskutečnilo 16. března 2002.
Byly to třetí paralympijské hry v USA, po letních paralympijských hrách 1984 v New Yourku a letních paralympijských hrách 1996 v Atlantě.

## Pořadatelství
O pořadatelství Salt Lake City se rozhodlo na zasedání Mezinárodního olympijského výboru v Budapešti 16. června 1995. Poraženými protikandidáty byly Östersund (Švédsko), Sion (Švýcarsko) a Québec (Kanada). Později vyšlo najevo, že hlasování bylo ovlivněno úplatky, v důsledku skandálu odstoupilo deset členů MOV.

## Sportoviště

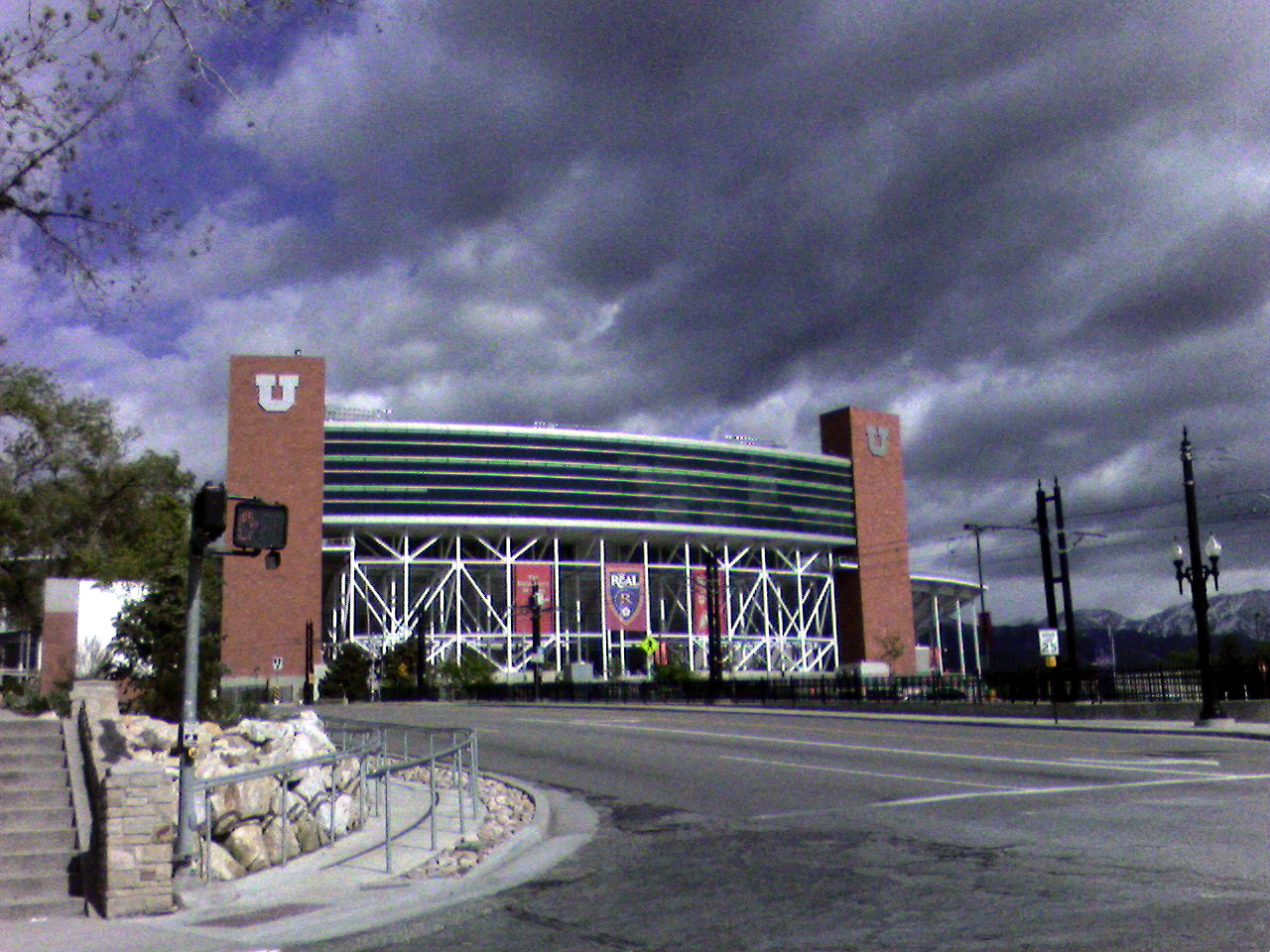
Stadion Rice-Eccles Stadium

- Rice-Eccles Stadium – zahajovací ceremoniál
- 2002 Olympic Medals Plaza – závěrečný ceremoniál
- Olympijská vesnička v Salt Lake City
- Maverik Center – sledge hokej
- Snowbasin – alpské lyžování
- Soldier Hollow – biatlon, běh na lyžích

## Seznam sportů
- Biathlon
- Běh na lyžích
- Sledge hokej
- Alpské lyžování

## Pořadí národů
| Pořadí | Země        | Zlato | Stříbro | Bronz | Celkem |
| ------ | ----------- | ----- | ------- | ----- | ------ |
| 1      | Německo     | 17    | 1       | 15    | 33     |
| 2      | USA         | 10    | 22      | 11    | 43     |
| 3      | Norsko      | 10    | 3       | 6     | 19     |
| 4      | Rakousko    | 9     | 10      | 10    | 29     |
| 5      | Rusko       | 7     | 9       | 5     | 21     |
| 6      | Kanada      | 6     | 4       | 5     | 15     |
| 7      | Švýcarsko   | 6     | 4       | 2     | 12     |
| 8      | Austrálie   | 6     | 1       | 0     | 7      |
| 9      | Finsko      | 4     | 1       | 3     | 8      |
| 10     | Nový Zéland | 4     | 0       | 2     | 6      |
| 14     | Česko       | 2     | 1       | 2     | 5      |

## Česko na ZPH 2002
Česko reprezentovalo 6 paralympioniků.
Vlajkonošem české paralympijské reprezentace byl zvolen paralympijský vítěz v alpském lyžování Anna Kulíšková.
Čestí medailisté
| Medaile | Sportovec      | Sport           | Disciplína  | Kategorie |
| ------- | -------------- | --------------- | ----------- | --------- |
| Zlato   | Kateřina Teplá | alpské lyžování | obří slalom | B2-3      |
| Zlato   | Kateřina Teplá | alpské lyžování | super G     | B2-3      |
| Stříbro | Kateřina Teplá | alpské lyžování | sjezd       | B2-3      |
| Bronz   | Sabina Rogie   | alpské lyžování | obří slalom | B2-3      |
| Bronz   | Sabina Rogie   | alpské lyžování | slalom      | B2-3      |